# Principat d'Ibèria
El Principat d'Ibèria o Principat de Kartli fou un territori autònom establert cap al 580 pels nobles georgians, i que va existir en una primera etapa sota sobirania de la Pèrsia sassànida i després com a protectorat de l'Imperi Romà d'Orient.

## Primers passos
El 571 la revolta armènia va decidir als georgians a revoltar-se contra els perses. Sota la direcció de l'eristhavi Guaram (o Gurguèn) van ajudar els armenis i van demanar ajuda a Justí II el Jove. Amb ajuda romana d'Orient la revolta es va estendre. Uns anys després els eristhavis tenien el control del país, però van renunciar a restablir el poder reial i van proposar a Guaram com a príncep governador del país. L'emperador romà d'Orient acceptà la proposta i concedí a Guaram la dignitat de curopalata. L'emperador també va reconèixer que els eristhavats eren hereditaris. El nou governant no tenia el poder absolut i només era el primer entre iguals. Però els perses no renunciaven i l'Imperi Romà d'Orient no podia continuar la guerra. Es va arribar a un acord pel qual Ibèria passava a Pèrsia, però el xa reconeixia a Guaram (586). Esteve va rebre de l'Imperi Romà d'Orient el títol de patrici i son germà Demetri i el seu fill Adarnases van rebre el títol d'upatos, però governava per a Pèrsia.
Cap a l'any 600 el nou xa de Pèrsia que havia arribat al poder amb ajuda romana d'Orient, va cedir Ibèria a l'Imperi Romà d'Orient. Però el 604 la guerra entre els dos imperis esclata i els grecs foren derrotats, i Ibèria tornà a control de Pèrsia que aquesta vegada s'aprofundeix.
El 623 l'emperador Heracli envaí Transcaucàsia i cridà els khàzars. Aquest acudiren, van destruir la ciutat de Derbent i cseguiren cap a Tblisi on era Heracli, assetjant-la conjuntament però sense poder prendre-la. S'acordà tornar al setge l'any següent i Heracli marxa contra Pèrsia on guanyà la batalla de Nínive.
L'abril del 628 es firmà la pau i Heracli tornà a Ibèria on, juntament amb els khàzars, conquerí Tblisi. L'eristhavi, favorable a Pèrsia, fou capturat i assassinat pels khàzars i romans d'Orient que també van prendre represàlies contra la població mazdeista i monofisita. Adarnases, fill d'Esteve, fou col·locat com a príncep.

## Arribada dels àrabs
El 642 o 643 es va produir la primera incursió àrab (vegeu Ràtzies al Curopalatinat d'Ibèria)

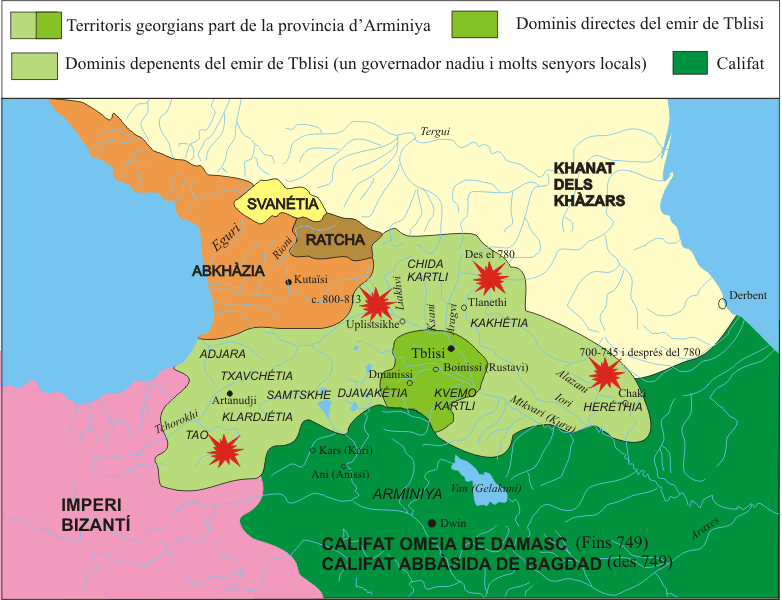
Geòrgia cap al 720-813

El 740 els àrabs crearen un govern dividit: Kartli (Geòrgia), anomenat també emirat de Tblisi, el poder del qual només nominalment s'estenia cap a la regió occidental de la Taoklardjètia (de vegades recuperada pels romans d'Orient), i la regió oriental de l'Herècia (de vegades independent). Al capdavant del govern es va posar un eristhavi, essent el primer Gurgin Goiram, de la família armènia del Bagratuní, ara anomenada Bagrationi. Durant el califat d'Harun ar-Raixid aquest govern va tenir 17 governadors o emirs. Un governador anomenat Huzaim Ibn Hasim, després d'una revolta, va convocar als prínceps i patricis de Kartli i els va fer matar, fet que provocà noves revoltes a Djurzani (Kartli) i a Sanaria (a la regió de Tsanarèthia). Dirigí la primera l'eristhavi de Kartli, Achot I Bagrationi (Bagratuní).

## Els Bagràtides

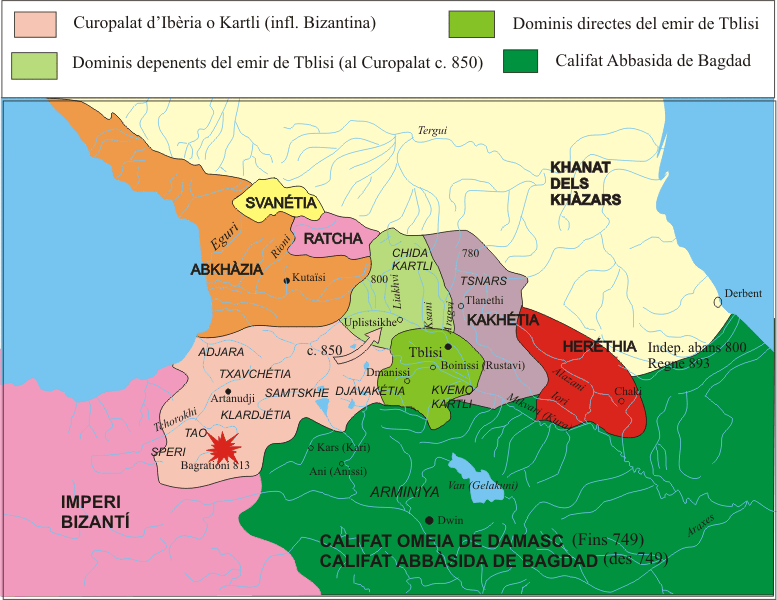
Geòrgia cap al 813-920.

Després del 800 el príncep de Kakhètia, Grigol, va començar la lluita per dominar el Kartli en poder del rebel Asoci l'eristhavi de Kartli. Grigol, amb l'ajut de Teodosi, rei d'Abkhàzia, va prendre la vall del Ksani i el territori de Chida Kartli, a l'oest dels seus dominis. Asoci s'oposà a aquests avanços, ja que es considerava amb drets sobre aquests territoris, alhora que l'emir estava d'acord amb Grigol. Asoci va guanyar la batalla i reocupà Chida Kartli. Asoci I va obtenir alguns èxits a Kartli, i arribà a dominar Tblisi i Bardavi, però després d'una derrota es va haver de desplaçar cap a Chavchètia i Klardjètia, terres que reclamaven els romans d'Orient i on en diversos moments nomenaven governadors, quan la regió escapava del control del Califat. Asoci/Achot (català Asoci) es va aliar amb l'imperi i va obtenir el reconeixement sobre aquestes terres com a príncep el 813. Com que la regió estava devastada pels àrabs, Asoci va poder fer-se amo del territori sotmetent d'un en un cada poble i cada príncep local. Uns anys després dominava Chavchètia, Tao, Klardjètia, Nigali, Adjara, Speri, Samtskhé, Djavakhètia i Artaani. A Artanudji, una vella fortalesa va establir la seva residència, però els seus dominis directes foren el Tao i la Klardjètia (o Taoklardjètia) alhora que la resta estava governada per eristhavis que li reconeixien la supremacia. Seguí combatent els àrabs i va trobar la mort a la lluita, prop del riu Nigali, el 826. Com que només va deixar tres fills menors, els àrabs es van tornar a apoderar de la regió abans del 830 i van obligar els fills d'Asoci a pagar un tribut. Van dominar la regió fins al 842 o 843, en què el fill (ara ja gran) d'Asoci, Bagrat, va rebre de l'Imperi Romà d'Orient el títol de príncep, amb els seus dos germans Adarnases i David associats al govern. Bagrat va començar l'expansió i es va fer reconèixer a Kartli cap al 852, aprofitant les lluites de l'emir, rebel·lat contra el Califa. El 853 un enviat del Califa, el general Bugha al-Turki, lluitava contra l'emir i Bagrat es va declarar a favor de Bugha. L'emir estava aliat a Abkhàzia (que volia apoderar-se de Kartli) que va enviar soldats. Bagrat va rebutjar les forces abkhazes i va ajudar Bugha. Llavors les aliances van canviar i a Abkhàzia, després del govern de Giorgi o Jordi, fill de Lleó II, va pujar al tron la família dels Chavliani (861-881). A Kakhètia el poder passa a la família Donaüri dels Gardabani. També la lluita esclatà entre els Bagrationi: Nasr, fill de Guram i net d'Asoci, va assassinar David, fill i successor de Bagrat cap al 876, i això va originar una lluita entre cosins, en què el rei d'Abkhàzia, Bagrat (fill de Demetri) i el príncep d'Ossètia, Bakhatar, van ajudar Nasr, que tenia el suport romà d'Orient. El fill de David, Adarnases, va demanar ajuda als armenis, i el 888 va derrotar el seu rival a la vora del riu Mtkvari, i va perseguir a Nasr, al qual va atrapar i matar a Aspindza, a la regió del Samtskhé. Aquest mateix any 888 Adarnases es proclamà rei dels Kartvels i príncep.
El 891 va morir el rei d'Armènia, Asoci II, i Adarnases va anar cap a Armènia per retre honors al seu aliat i reconèixer al seu fill Sumbat. Però Abbas, oncle d'Asoci II, que volia ser rei, va fer arrestar a Adarnases. Sumbat va pagar una fortuna per la llibertat del seu aliat.
El 904 el rei Constantí d'Abkhàzia va envair Kartli. Adarnases, aliat amb Armènia li va fer front, el derrotaren i capturaren. Però al cap de pocs mesos el rei d'Armènia va fer alliberar Constantí, es va aliar amb ell i va esdevenir enemic d'Adarnases. Aquest, en revenja, el 914 va ajudar al cap àrab Abu l-Kasim, enviat contra Armènia. Sumbat s'escapà a Abkhàzia però fou capturat pel camí per Abul Kasim i portat a Dvin on va ser penjat. Els àrabs van prendre les fortaleses d'Udjarma i Botchorma, i assolaren Samtskhé i Djavakhètia. Aquesta va ser la darrera vegada que els àrabs van entrar a territori de Geòrgia. Constantí d'Abkhàzia es va aliar a Kakhétia i van conquerir l'Herècia, on un príncep dels Bagrationi s'havia proclamat rei el 893, i se la van repartir. El fill de Constantí, Giorgi o Jordi (927-957) va sotmetre una part de la Kakhètia i alguns pobles de les muntanyes del nord, com els alans. Abkhàzia va mantenir l'hegemonia amb el seu fill Lleó III, però després amb els seus hereters van esclatar conflictes i l'hegemonia torna al Principat. Era rei en aquesta època Bagrat II, l'imbècil, però el poder real pertanyia al eristhavi de Taoklardjètia, David III el gran. Aquest, vers el 978, es va veure amenaçat pel rebel romà d'Orient Bardes Escler que s'havia proclamat emperador a l'Àsia Menor i feia incursions a territori del Principat i sobretot a la Taoklardjètia. D'acord amb l'emperador romà d'Orient Basili II (975-1014) que li va prometre la cessió de territoris, va reunir un exèrcit de 12000 homes sota el comandament del monjo romà d'Orient Torniké i de Djodjiki amb què va derrotar Bardes a la vora del riu Halissa, prop de Pankaléa. Bardes va escapar, però els guanyadors van obtenir un gran botí. L'emperador va complir la promesa i va cedir territoris cap al sud de la Taoklardjètia a David III (inclosos territoris que estaven en poder dels musulmans però que l'Imperi Romà d'Orient reclamava com a seus, drets que ara es transferien a Taoklardjètia).

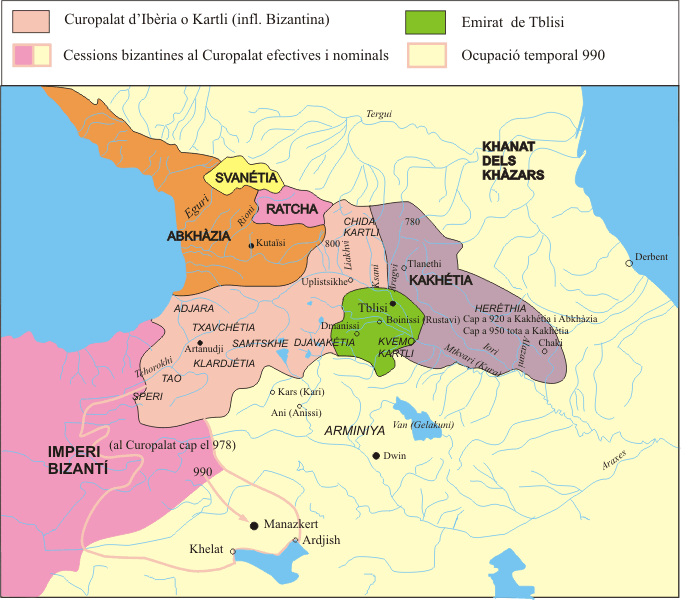
Geòrgia cap al 920-1001

## Dominació de l'Imperi Romà d'Orient

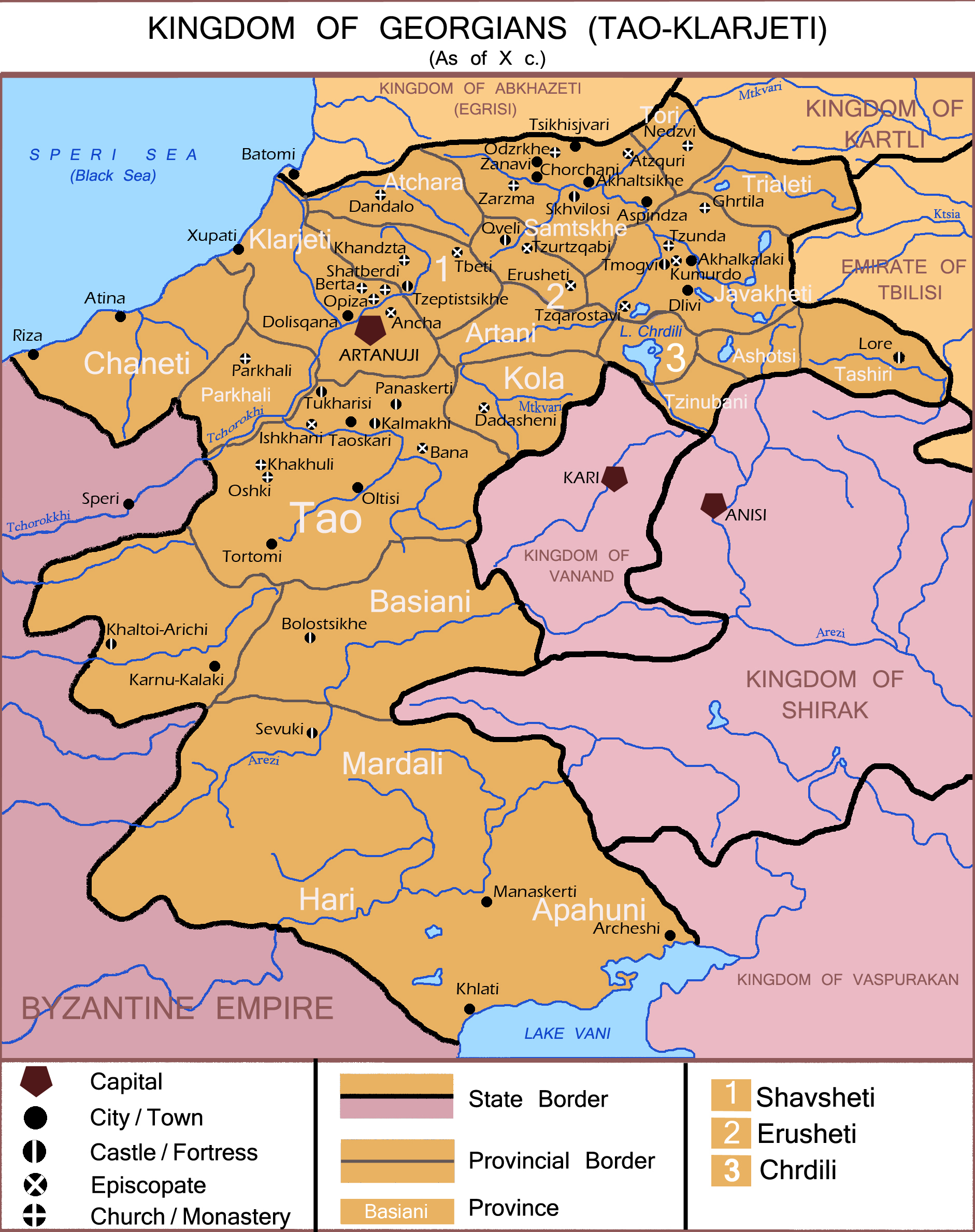
Detall

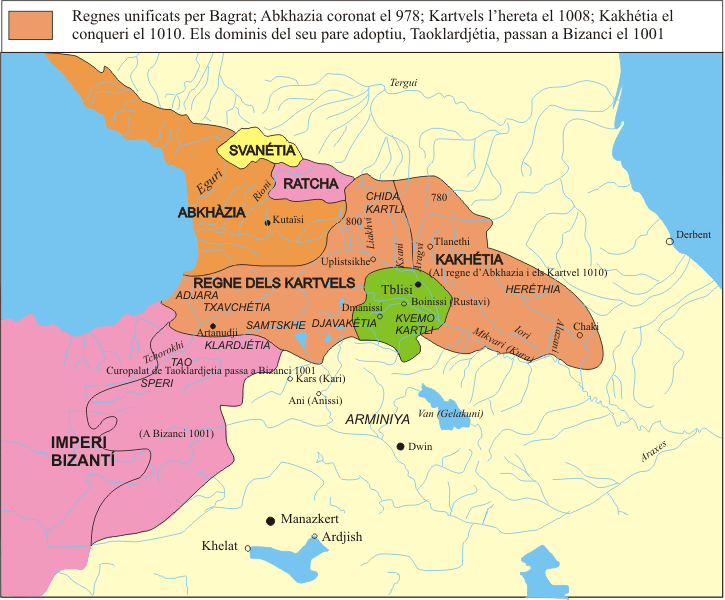
Geòrgia, unificació, 1001-1022

El 986 Bardes Escler va aparèixer novament per la zona i Basili II envià un exèrcit dirigit per Bardes Focas que demana ajuda a David III. Focas capturà amb un engany a Escler, i després utilitza el seu exèrcit i el dels seus aliats georgians per marxar contra Constantinoble. Basili II va demanar ajuda a Vladimir I de Kiev però la mort sobtada de Focas va solucionar el conflicte sense lluita. Llavors Basili va decidir castigar a David III i marxa contra el Tao. Per evitar la lluita David començà converses i prometé a l'emperador que li cediria el Tao després de la seva mort.
El 990 David III s'apoderà de Manazkert, possessió d'un emir musulmà, i el 997 assetja la ciutat de Khelat, també domini dels musulmans. El 998 un exèrcit nombrós de musulmans sota el comandament de l'emir Malman, marxa contra David, però aquest, aliat als armenis, el derrotà i empaità Malman fins a Ardjish
David va morir el 1001 i la Taoklardjètia va passar (com estava pactat) a l'Imperi Romà d'Orient. Bagrat III, rei d'Abkhàzia i fill del rei dels Kartvels, Gurguèn, va ser reconegut príncep romà d'Orient però no se li va retornar la Taoklardjètia. El 1008 va morir el rei dels Kartvels, Gurguèn, i el va heretar el seu fill, Bagrat III d'Abkhàzia. El 1010 Bagrat va ocupar Herècia (Rani) i Kakhètia, el rei de la qual, Kviriké III, va ser empresonat. Així, Bagrat va unificar els diversos regnes georgians menys la Taoklardjètia. Bagrat va morir el 1014. Per al període unificat vegeu regne de Geòrgia.

## Llista de prínceps
- Guaram I d'Ibèria (o Gurguèn I), príncep guaràmida de Javakètia-Calarzene, curopalata romà d'Orient 588-c. 590
- Esteve I d'Ibèria, príncep guaràmida de Javakètia-Calarzene, erismthavari vassall de Pèrsia c. 590-602
- Adarnases I de Kakhètia, príncep cosròida, patrici imperial romà d'Orient 602-604
- Demetri? erismthavari i hypatos vassall de Pèrsia 602-628 (fill de Guaram I)
- Adarnases I de Kakhètia, príncep cosròida, patrici imperial romà d'Orient 628-c.640 (segona vegada)
- Esteve II de Kakhètia, príncep cosròida, patrici imperial romà d'Orient c. 640-645 príncep vassall del califa 645-650
- Adarnases II de Kakhètia, príncep cosròida, príncep vassall del califa cap al 650-662, patrici imperial romà d'Orient cap al 662-684 o 685
- Guaram II, príncep guaràmida de Javakètia-Calarzene, príncep vassall del califa cap al 684 o 685-689, curopalata 689-c.692
- Guaram III, príncep guaràmida, curopalata romà d'Orient cap al 692-693, príncep vassall del califa 693-?
- Mirian i Artxil (junts, fills d'Esteve II), rebels cap al 697, reis nomenats per l'Imperi Romà d'Orient cap al 717, Artxil encara seguia en rebel·lia el 745.
- a la província d'Arminiya (califat de Damasc) cap al 700-740
- dependència de l'emirat de Tblisi 740
- Adarnases III Nersiani, curopalata romà d'Orient c.748-760
- Narses Nersiani, senyor-governador romà d'Orient c.760-772, príncep vassall del califa 775-779 o 780
- annexionat 772-775
- Esteve III d'Ibèria, príncep guaràmida de Javakètia-Calarzene, 779 o 780-786
- annexionat 786-813
- Asoci I d'Ibèria Bagrationi (Bagratuní), curopalata romà d'Orient 813-826/830
- annexionat 830-842 o 843
- Bagrat I d'Ibèria Bagrationi, príncep-duc de Tao, curopalata romà d'Orient i príncep vassall del califa, però de fet independent 842 o 843-876
- David I d'Ibèria Bagrationi (fill), curopalata romà d'Orient i príncep vassall del califa, però de fet independent 876-880
- Narses de Taoklardjètia Bagrationi 880 (assassina a David i intenta usurpar el tron)
- Gurguèn d'Ibèria Bagrationi (net d'Asoci), curopalata romà d'Orient cap al 880-888
- Adarnases IV d'Ibèria Bagrationi (fill de David I), curopalata, rei dels kartvels 888-923
- David II d'Ibèria Bagrationi (fill) rei dels kartvels 923-937
- Asoci II de Tao Bagrationi (germà), curopalata a Taoklardjètia 923-954
- Sumbat d'Ibèria Bagrationi (germà) rei dels kartvels 937-958, curopalata a Taoklardjètia 954-958
- Bagrat II d'Ibèria Bagrationi l'Imbecil (fill) rei dels kartvels 958-994 (curopalata? 961-990)
- Adarnases V d'Ibèria Bagrationi (cosí, fill de Bagrat, germà de Sumbat), curopalata a Taoklardjètia 958-961
- David III d'Ibèria Bagrationi el Gran (fill) curopalata a Taoklardjètia 990-1001
- Gurguèn I d'Ibèria Bagrationi (fill de Bagrat II) associat 975-994, rei dels kartvels 994-1008
- Bagrat III l'unificador Bagrationi (fill) rei d'Abkhàzia 976-1014, intitulat curopalata des del 1001 i rei dels kartvels el 1008-1014
- Unió del regne dels kartvels (Kartli) i Abkhàzia 1008
- Taoklardjètia a l'Imperi Romà d'Orient 1001